# Verreaux-szifaka
A Verreaux-szifaka (Propithecus verreauxi) egy veszélyeztetett madagaszkári lemurfaj az ugrómakifélék családjából. A faj neve a jeles 19. századi francia természettudós Jules Verreauxnak állít emléket, míg maga a szifaka hangutánzó szó, ami az állatok vészkiáltását utánozza.

## Előfordulása
Dél- és délnyugat-Madagaszkár száraz trópusi és szubtrópusi örökzöld illetve lombhullató erdőségében előfordul Fort Dauphin és a Tsiribihina folyó között.

## Alfajai
Jelenleg nincs elismert alfaja, mert valamennyi alfaját különálló fajnak ismerik el. 
Korábban a következő alfajai voltak
- Coquerel-szifaka (Propithecus coquereli) – Északnyugat-Madagaszkár, a Betsiboka folyó vidékén (végveszélyben)
- Koronás szifaka Propithecus  coronatus – Északnyugat-Madagaszkár, a Mahavavy és a Betsiboka folyók között (kihalófélben!)
- Decken-szifaka (Propithecus  deckenii) – a Betsibokától délre Antsalováig (sebezhető)

|  |  |

## Megjelenése
A faj alapvetően fehér bundát visel, amelyet alfajonként változó mértékben és helyeken – a háton, hason, végtagokon – vöröses és sötét foltok tarkítanak. Az arcrész és a fejtető mindig barna vagy fekete színű. A hátsó lábak erősek és nagyobbak a mellsőknél, hogy megkönnyítsék az ágak közti nekirugaszkodást.
A Verreaux-szifaka átlagos testhossza 40-45 centiméteres. Hosszú, 55-60 centimétert is elérő farkuk segítségével egyensúlyoznak a fák ágai között. A nemek egyformák, bár a hímek némileg robusztusabbak: átlagtömegük 3,6 kilogramm, ami 200 grammal haladja meg a nőstényekét.

## Életmódja
A Verreaux-szifakák életük nagy részét a lombkoronaszinten töltik pihenve és a száraz időszakban leveleket, az esős évszakban pedig virágokat és terméseket fogyasztva. Az ágak közt lengve és ugrálva hosszú farkukkal egyensúlyoznak. Akár 9-10 méteres távolságot is képesek átugrani. A szárazföldön jellegzetes oldalazó sasszézással tudnak csak közlekedni, miközben kezüket oldalra kitartják. Nappal aktív, de a legforróbb órákat pihenéssel töltik.
2-12 fős vegyes nemű csapatokban élnek, amelyekben a nőstényeké a domináns szerep. A csapatok 2,5-5 hektáros territóriumot tartanak fenn, ám területüket nem túl szigorúan védik, inkább a dús táplálékforrásokért hajlamosak síkra szállni. Ilyenkor hallatják jellegzetes névadó kiáltásukat.

## Szaporodása
A párzásra február és április között kerül sor, az egyetlen kölyök pedig 130 napos vemhességet követően jön a világra. Az első 6-8 héten anyja hasán, majd az elkövetkező mintegy 19 héten keresztül hátán csimpaszkodik. A szoptatásnak hat hónapos korban szakad vége, és az elválasztásra általában a 7. hónapban kerül sor.
A faj 3 évesen válik ivaréretté. Állatkertekben akár 18 évig is élhet.

## Védettsége
A Verreaux-szifakát elsősorban élőhelyének pusztulása fenyegeti, amely a mezőgazdasági tevékenység kiszélesedésének következménye. A faj szerepel a CITES I. függelékében, a Természetvédelmi Világszövetség pedig sebezhetőnek nyilvánította. Megmentésére madagaszkári nemzeti parkokban és a világ számos állatkertjében indult tenyésztési program.

## Külső hivatkozások
- A faj szerepel a Természetvédelmi Világszövetség Vörös Listáján. IUCN. (Hozzáférés: 2011. június 26.)
- A BBC Science & Nature lapja (angol)
- Arkive.org (angol)
- Primate of the Week (angol)
- Animal Diversity Web (angol)[halott link]